# Мелігаст
Мелігаст або Мілогост (*д/н — після 860) — король велецького союзу у 830—860 роках.

## Життєпис
Походив з династії Драговітів. Син короля Люба. Напевне, набув військового досвіду під час війни батька з ободритами та франками. У 830 році після загибелі Люба стає новим королем Велецького союзу. 
Спочатку визнавав зверхність Франкської імперії. Втім після смерті імператора Людовика I благочестивого у 843 році почалася боротьба за владу між Каролінгами. Цим скористався Мелігаст, який до 850 року здобув незалежність. Оскільки сили Східно-Франкського королівства відволікала боротьба з Ободрицьким союзом, король велетів зумів більше уваги приділяти зміцненню своєї влади, намагаючись перетворити союз на централізовану державу. Водночас сприяв розвитку землеробства, ремесел та торгівлі. За час панування Мелігаста вже існувало понад 100 городищ на території племен Велецького союзу.
Втім централізаторська політика Мелігаста зустріла опір та невдоволення місцевих князів і старійшин. Відповідно до літописів, «Мілогост став правити не за звичаями веліти, народ відібрав у нього владу і вручив її молодшому братові Цалодрогу» (Челадрагу). Мелігаст ймовірно втік до Людовика II, короля Східно-Франкського королівства, сподіваючись на допомогу, але дістав відмову. Подальша доля Мелігаста невідома.